# Nores
Nores es una entidad de población española de la parroquia de Báscones, perteneciente al concejo de Grado, en la comunidad autónoma de Asturias.

## Historia
Hacia mediados del siglo XIX, el lugar, ya por entonces perteneciente al municipio de Grado, tenía contabilizada una población de cuarenta habitantes. Aparece descrito en el duodécimo volumen del Diccionario geográfico-estadístico-histórico de España y sus posesiones de Ultramar de Pascual Madoz con las siguientes palabras:

NORES: l. en la prov. de Oviedo, ayunt. de Grado y felig. de San Miguel de Vascones. sit. á la izq. del r. Sama ó de Bayo que pasa por esta felig. á desaguar en el Nalon en seguida de Nalio, confinando con Sta. María de Grado, en situacion elevada sobre el nivel del r. terreno calizo y medianamente fértil. prod.: maiz, escanda, habas, patatas y otros frutos. pobl.: 11 vec., 40 habitantes.
(Madoz, 1849, p. 181)

En 2023, la entidad singular de población tenía empadronados veintisiete habitantes.